# Hypocalymma asperum
Hypocalymma asperum är en myrtenväxtart som beskrevs av Johannes Conrad Schauer. Hypocalymma asperum ingår i släktet Hypocalymma och familjen myrtenväxter. Inga underarter finns listade i Catalogue of Life.